# Aguilar de Campoo

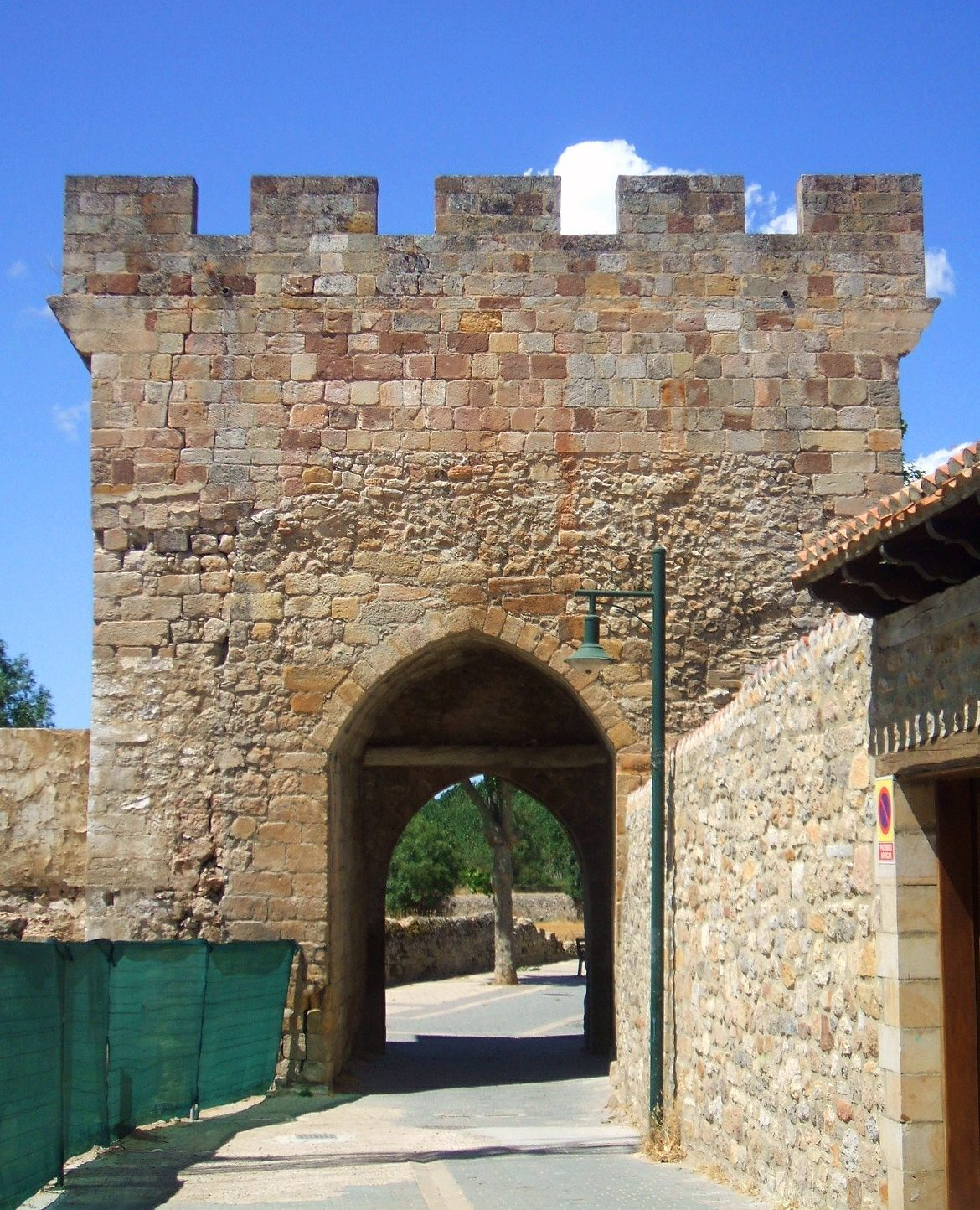
Altes Stadttor

Aguilar de Campoo ist eine spanische Gemeinde (municipio) und Stadt in der Provinz Palencia der Autonomen Gemeinschaft Kastilien-Leon auf 892 msnm. Sie hat eine Fläche von 237 km² und 6.823 Einwohner (Stand: 2024). 

## Lage
Die Stadt liegt 334 Kilometer nördlich von Madrid am Stausee von Aguilar an der Autobahn A 67. Aguilar de Campoo ist eine Station auf der Nordroute des Jakobswegs.

## Gemeindegliederung
- Aguilar de Campoo
- Barrio de San Pedro
- Barrio de Santa María
- Cabria
- Canduela
- Cordovilla de Aguilar
- Corvio
- Cozuelos de Ojeda
- Foldada
- Gama
- Grijera
- Lomilla
- Matalbaniega
- Matamorisca
- Mave
- Menaza
- Navas de Sobremonte
- Nestar
- Olleros de Pisuerga
- Pozancos
- Puentetoma
- Quintanas de Hormiguera
- Quintanilla de la Berzosa
- Quintanilla de Corvio
- Renedo de la Inera
- Santa María de Mave
- Valdegama
- Vallespinoso de Aguilar
- Valoria de Aguilar
- Villacibio
- Villanueva de Henares
- Villavega de Aguilar

## Geschichte
Alfons X. von Kastilien erklärte im Jahr 1255 zur Villa Realenga (königlichen Stadt). Sie behielt dieses Privileg bis 1332. 

## Sehenswürdigkeiten
- Kloster Santa María la Real (11.–13. Jahrhundert)
- Kirche San Miguel (11.–16. Jahrhundert)
- Kirche Olleros de Pisuerga (7.–9. Jahrhundert)
- Klause Santa Cecilia (12. Jahrhundert)
- Kirche San Andrés (12. Jahrhundert)
- Kloster Santa Clara (gegründet 1430)

## Wirtschaft
Die Gemeinde ist bekannt durch die Keksproduktion des Unternehmens Galletas Gullón, der bedeutendsten des Landes.